# شارلی گروسکوست
شارلی گروسکوست (فرانسوی: Charly Grosskost‎; ۵ مارس ۱۹۴۴ – ۱۹ ژوئن ۲۰۰۴) دوچرخه‌سوار اهل فرانسه بود.